# Trachonurus gagates
Trachonurus gagates is een straalvinnige vissensoort uit de familie van rattenstaarten (Macrouridae). De wetenschappelijke naam van de soort is voor het eerst geldig gepubliceerd in 1997 door Iwamoto & McMillan.